# Марцелин Комес
Марцелин Комес (Marcellinus Comes; † след 534 г.) е късноантичен източноримски историк.
Произлиза, както императорите Юстин I и Юстиниан I от Илирия (Illyricum), регион на Източна римска империя, където се говори още на латински. Служи при тези императори като висш дворцов чиновник (затова и титлата му Comes). През 520 или 523 г. в Константинопол пише хроника (Annales), като продължение на тази от Евсевий и Йероним. Описва на латински събитията от 379 г. (качването на трона на Теодосий I) до 518 г. (започването на управлението на Юстин).
Историята му е запазена до днес и е важен исторически източник за отношенията между прабългарите и Източната римска империя (Византия), през V и VI век.
Забележителното е, че той за пръв пише, че чрез смъкването на Ромул Августул през 476 г. e дошъл края на Западната римска империя:
„Orestem Odoacer illico trucidavit; Augustulum filium Orestis Odoacer in Lucullano Campaniae castello exsilii poena damnavit. Hesperium Romanae gentis imperium, quod septingentesimo nono Urbis conditae anno primus Augustorum Octavianus Augustus tenere coepit, cum hoc Augustulo periit, anno decessorum regni imperatorum DXXII, Gothorum dehinc regibus Romam tenentibus.“
–Marcellinus Comes: Chronicon 
По-късно той продължава историята си до 534 г. (завладяването на Вандалското царство от Юстиниан). Неизвестен (auct. chron. II) допълва със събитията до 548 г.
Марцелин пише и други произведения, става монах и умира между 534 и 548 г.